# Mauro Rosero (futbolista)
Mauro Ezequiel Batista (27 de junio de 1999, Buenos Aires, Argentina) es un futbolista argentino. Juega de mediocampista y su equipo actual es San Martin de Burzaco de la Primera C (Argentina).

## Clubes
| Club                  | País      | Año             |
| --------------------- | --------- | --------------- |
| Deportivo Merlo       | Argentina | 2020-2022       |
| San Martin de Burzaco | Argentina | 2023-actualidad |

## Palmarés

### Campeonatos nacionales
| Título              | Club            | País      | Año  |
| ------------------- | --------------- | --------- | ---- |
| Ascenso a Primera B | Deportivo Merlo | Argentina | 2021 |

- Datos: Q6007200